# Wyższa Szkoła Administracji i Biznesu im. Eugeniusza Kwiatkowskiego w Gdyni

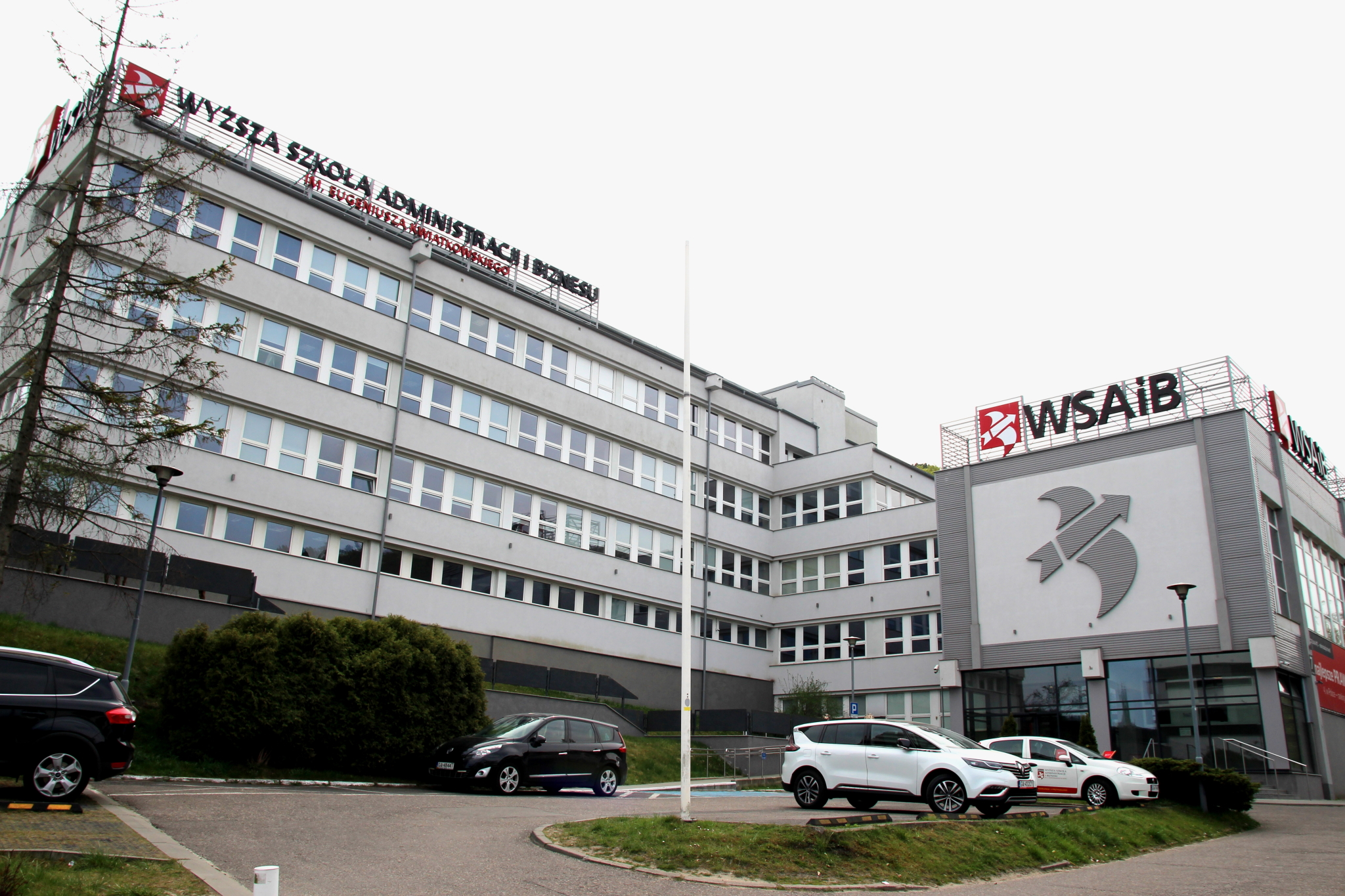
Wyższa Szkoła Administracji i Biznesu w Gdyni

Wyższa Szkoła Administracji i Biznesu im. Eugeniusza Kwiatkowskiego w Gdyni – uczelnia niepubliczna, założona w Gdyni w 1994. Od 2006 Szkoła kształci również studentów na Wydziale Zamiejscowym w Lęborku.

## Władze
- Rektor: dr Tomasz Białas
- Prodziekan Wydziału Zarządzania: dr Maciej Zborowski
- Prodziekan Wydziału Zarządzania: mgr Beata Kowal-Rudnicka[2]
- Dziekan Wydziału Prawa i Administracji: dr Izabela Nakielska
- Dziekan Wydziału Zdrowia: dr Monika Gut-Winiarska

- kierownik Filii w Lęborku: Aleksandra Studzińska
- Prezydent: Regina Szutenberg

## Historia
Działalność rozpoczęła 15 czerwca 1994 (decyzja Ministra Edukacji Narodowej nr DNS 3-0145/TBM/190/94). Jest wpisana do rejestru niepaństwowych szkół wyższych pod numerem 38. Od 9 sierpnia 2000 Uczelnia ma prawo prowadzenia studiów na poziomie magisterskim, na Kierunku Zarządzanie i Marketing, a 3 lipca 2003 uzyskała uprawnienia do prowadzenia wyższych studiów zawodowych na kierunku Administracja. W 2006 Szkoła uzyskała zgodę na prowadzenie studiów I stopnia na kierunku Finanse i Rachunkowość, a w 2009 na kierunkach Logistyka, Bezpieczeństwo Wewnętrzne i Prawo. W 2011 uzyskała uprawnienia do prowadzenia studiów II stopnia na kierunku Administracja.

## Kształcenie
Uczelnia daje możliwość podjęcia studiów I i II stopnia na kierunkach:
- Finanse i Rachunkowość,
- Administracja,
- Zarządzanie,
- Prawo,
- Logistyka,
- Bezpieczeństwo wewnętrzne.

## Katedry
- Katedra Administracji
- Katedra Ekonomii
- Katedra Finansów i Rachunkowości
- Katedra Marketingu i Unii Europejskiej
- Katedra Metod Ilościowych
- Katedra Organizacji i Zarządzania